# Relevos Mundiales 2026
La VIII edición de Relevos Mundiales se celebrará en Gaborone (Botsuana) entre el 2 y el 3 de mayo de 2026 bajo la organización de World Athletics y la Federación Botsuanesa de Atletismo.
Las competiciones se realizarán en el Estadio Nacional de Botsuana.